# スーパーフューリー
スーパーフューリー（Fury）とは、1955年10月15日から1963年9月28日までNBCで放送されたテレビドラマ。日本では1960年5月5日から1961年10月5日までTBSテレビ（1960年11月までは「ラジオ東京テレビ」）で木曜19時30分 - 20時00分に全52話まで放送された。前作『スーパーマン』に引き続き、ライオン歯磨の一社提供だが、次作『レストレス・ガン』からはライオン歯磨とライオン油脂の提供に拡大される。「フューリーとソニー」（ソニー一社提供）としても知られる。

## 登場人物
ジム・ニュートン
演 - ピーター・グレイブス
ジョーイ・ニューストン
演 - ボビー・ダイヤモンド
ピート
演 - ウィリアム・フォーセット
- 役名不明 - 曽我町子[3]、大平透、田上和枝、隅田順子[4]

## 制作経路

### 登場人物の配役
NBCは1955年に『スーパーヒューリー（名馬ヒューリー）』と夜ドラマ『フロンティア開拓者』（1955年にテレビ放送、日本では1958年5月4日から10月1日まで日本テレビで放送）という２つの新番組を撮影。ピーター・グレイブスが出演された際、彼はこのドラマをゴールデンタイム向けのドラマだと信じていたが、土曜朝11時30分に放送されるテレビドラマ
だったことにガッカリしていた。しかし、このドラマの視聴率は他のゴールデンタイム向けのテレビドラマよりも上回っており、17.8%の平均視聴率を獲得している。
グレイブスは5年契約を締結していたが、1959年には契約の更新をキャンセル。ジョン・コンプトンがグレイブスの代役として契約を締結するが、本作の新エピソードが1960年に終わって再放送に変わったため、コンプトン版は実現しなかった。
この名馬フューリーは、ハリウッドの調教師ラルフ・マカッチョンが所有しており、彼の調教者でもある。ハイランド・デールという鞍種の種牡馬で、マカッチョンは『ブラック・ビューティー』で主演を務めた事があり、この馬を「ビューティー」と呼んでいる。彼はローン・スター（1952年）やジャイアント（1956年）などの映画にも出演している。

### 撮影
屋外映像の多くは、チャッツワースにあるアイバーソン・ムービー・ランチで撮影され、このドラマのために「フューリーセット」が1955年に作られた。シリーズ最初で流れている映像の一部には、カリフォルニア州アイディル・ワイルドのガーナー牧場で撮影され、1つのエピソードにはカリフォルニア州サルザンド・オークスのジャングルランドUSAで撮影された映像も存在した。その中身にはそれぞれ、小さな家、小屋、家畜小屋などが存在したが、主に大きな納屋が中心だった。このセットはシーズン5まで使われ、Fury at Showdown（1957年）、The 30 Foot Bride of Candy Rock（1959年）、他のテレビドラマでも使われた。1970年秋頃に発生したニューホール/マリブ大規模火災で全焼するまでは、『ボナンザ』（1959年、日本では1960年7月4日から日本テレビ系で放送）や決闘シマロン街道（1967年、日本では1972年8月5日からTBS系で放送）も含まれていた。

## 日本語版の主題歌
『スーパー・ヒューリーのうた』
- 作詞・作曲：三木鶏郎 / 歌：上高田少年合唱団
- 雪村いづみ（当時ライオン歯磨の宣伝タレント）が歌い、冒頭とラストに「ライオン歯磨」を連呼するヴァージョンもあり。

## 日本語版の漫画
- 伊東章夫によって、少年月刊漫画雑誌「少年画報」（少年画報社）の1960年10月号から1961年8月号まで漫画が連載された。